# Rhopalomeces fuscipes
Rhopalomeces fuscipes är en skalbaggsart som beskrevs av Schmidt 1922. Rhopalomeces fuscipes ingår i släktet Rhopalomeces och familjen långhorningar. Inga underarter finns listade i Catalogue of Life.